# اودا ساتوهیرو
اودا ساتوهیرو ((به ژاپنی: 織田郷広); زمان تولد نامشخص – مرگ ۱ ژانویهٔ ۱۴۵۱) سامورایی، شوگودای (معاون فرماندار) ولایت اُواری، اهل ژاپن بود. نام پدرش اودا نوری‌نوبو (به ژاپنی: 織田教信)، و بر طبق برخی دیگر از منابع اودا جوشو (به ژاپنی: 織田常松) بود. توسط شیبا یوشی‌تاکه کشته شد.